# Walther Graeßner
Le titre de cet article comprend le caractère ß. Quand ce dernier n'est pas disponible ou n'est pas désiré, le nom de l'article peut être représenté comme Walther Graessner.
Walther Graeßner (31 janvier 1891 à Magdebourg – 16 juillet 1943 à Troppau) est un General der Infanterie allemand qui a servi au sein de la Wehrmacht pendant la Seconde Guerre mondiale.
Il a été récipiendaire de la Croix de chevalier de la Croix de fer. Cette décoration est attribuée pour récompenser un acte d'une extrême bravoure sur le champ de bataille ou un commandement militaire avec succès.

## Biographie
Graeßner s'engage le 24 mars 1909 comme porte-drapeau dans le 98e régiment d'infanterie, où il est promu lieutenant le 22 août 1910.
Walther Graeßner est blessé à la mi-février 1943 et meurt plus tard de ses blessures le 16 juillet 1943.

## Décorations
- Croix de fer (1914)
  - 2e Classe
  - 1re Classe
- Croix d'honneur
- Croix de fer (1939)
  - 2e Classe
  - 1re Classe
- Insigne des blessés (1939)
  - en Noir
- Médaille du Front de l'Est
- Médaille de service de longue durée de la Wehrmacht 4e à 1re Classe
- Croix du Mérite de guerre (Lippe)
- Croix de chevalier de la Croix de fer
  - Croix de chevalier le 27 octobre 1941 en tant que Generalleutnant et commandant de la 298. Infanterie-Division[1]